# Berlin-Hansaviertel
Hansaviertel is het kleinste stadsdeel van Berlijn, gelegen in het district Mitte. Het stadsdeel ligt tussen Großer Tiergarten en de Spree. 
In de Tweede Wereldoorlog is het district bijna volledig verwoest en is herbouwd tussen 1957 en 1961 als project door internationaal bekende architecten zoals Alvar Aalto, Egon Eiermann, Walter Gropius, Oscar Niemeyer en Sep Ruf. Het project, met de naam Interbau 57, bevat twee kerken (St. Ansgar en Kaiser-Friedrich-Gedächtniskirche) en is nu een beschermd monument. 
Het stadsdeel is genoemd naar het middeleeuwse samenwerkingsverband Hanze, met het Hansaplatz in het midden van de wijk. Het plein bestaat uit een klein winkelgebied, een bibliotheek en het Grips-Theater. Het metrostation Hansaplatz is geopend in 1957 maar de metro U9 reed er niet voor 1961. Sommige gebouwen uit de Gründerzeit ten noorden van het spoor zijn gespaard in de Tweede Wereldoorlog. 